# Wutöschingen
Wutöschingen es un municipio alemán en el distrito de Waldshut, Baden-Wurtemberg. Está ubicado en el curso inferior del río Wutach. Barrios de Wutöschingen son Degernau, Horheim, Ofteringen y Schwerzen.

## Puntos de interés
- Dolmen de Degernau
- Menhir de Degernau

## Enlaces
- Wikimedia Commons alberga una categoría multimedia sobre Wutöschingen.
- Wutöschingen en OpenStreetMap.
- Sitio web de Wutöschingen

- Datos: Q529068
- Multimedia: Wutöschingen / Q529068